# Prueba rápida de antígeno COVID-19

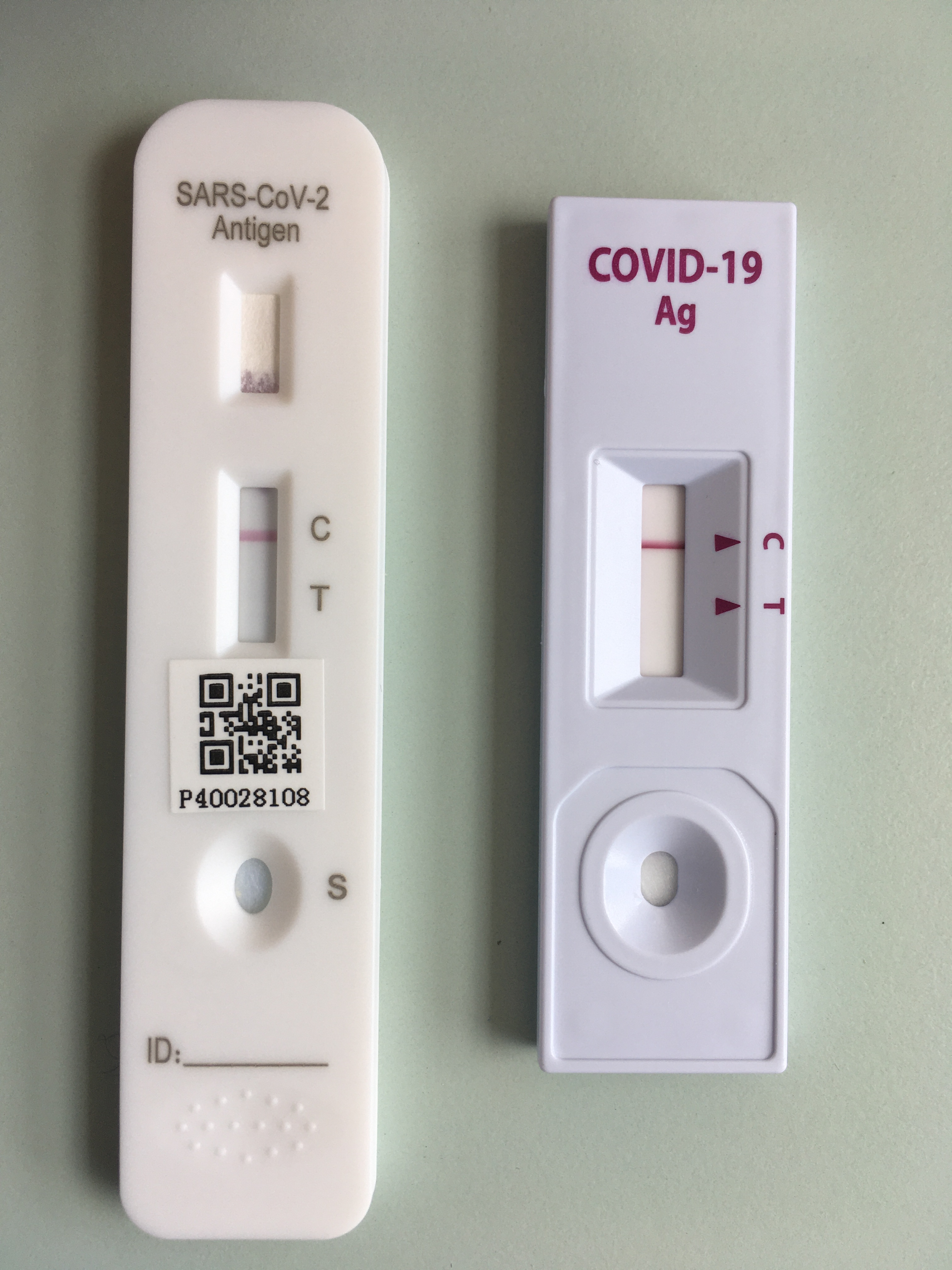
Pruebas rápidas de SARS-CoV-2. Pruebas de flujo lateral de detección de antígenos virales

Las pruebas rápidas de antígeno COVID-19, también denominadas frecuentemente pruebas de flujo lateral COVID-19, son pruebas rápidas de antígeno utilizadas para detectar la infección por el virus SARS-COV-2 (causante de la enfermedad COVID-19). Son rápidas de aplicar con una formación mínima, ofrecen importantes ventajas de coste, ya que cuestan una fracción de otras formas de pruebas de COVID-19 y dan a los usuarios un resultado en 5-30 minutos. Sin embargo, tienen una alta tasa de  falsos negativos. Las pruebas rápidas de antígenos se utilizan en varios países como parte de las pruebas masivas o de los enfoques de cribado de la población. Se considera que son valiosas para identificar a personas asintomáticas que podrían transmitir el virus a otras personas, que de otro modo no sabrían que están infectadas. Esto difiere de otras formas de pruebas de COVID-19, como la PCR, que generalmente se consideran una prueba útil para los individuos sintomáticos, ya que tienen una mayor sensibilidad y pueden identificar los casos con mayor precisión.

## Historia del desarrollo de la tecnología de las pruebas rápidas de COVID-19

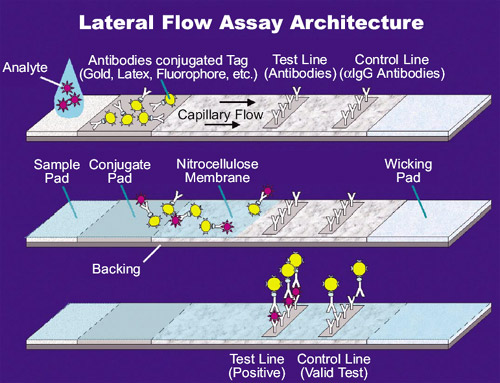
Ilustración del funcionamiento de la prueba rápida de antígeno por inmunocromatografía.

Las pruebas rápidas de COVID-19 surgieron a partir de una importante inversión del controvertido programa Moonshot del Reino Unido, un programa de 100.000 millones de libras destinado a evaluar, desarrollar y aplicar sistemáticamente nuevas tecnologías para las pruebas de COVID-19. En un principio, las pruebas rápidas formaban parte de este proceso de evaluación sistemática, junto con muchas otras posibles tecnologías de análisis de COVID-19, como Lamp, Lampore, PCR en el punto de atención, espectrometría de masas y agrupación de muestras. Sin embargo, a medida que continuaron las evaluaciones, las pruebas rápidas surgieron como la forma más exitosa de pruebas de COVID-19 dentro de este programa para complementar las pruebas de PCR existentes.

## Orientación internacional para el uso y desarrollo de la tecnología de pruebas rápidas de COVID-19
La justificación científica inicial de la utilidad potencial de las pruebas rápidas y la dirección global para el desarrollo de la tecnología de pruebas rápidas se vio impulsada por las orientaciones provisionales de la OMS que señalaban los beneficios potenciales. El informe señalaba que las pruebas rápidas eran mucho más fáciles de aplicar y tenían ventajas en cuanto a costes. La OMS recomendó su uso en los brotes, para la identificación temprana de los casos y el seguimiento de las tendencias de la enfermedad. Más tarde, y a raíz de un conjunto de estudios en rápido aumento, esta recomendación fue ampliada por la Comisión Europea. La Comisión Europea recomendó el uso de la tecnología de pruebas rápidas para el cribado de toda la población cuando la proporción de positividad de las pruebas sea alta o muy alta. En enero de 2021, la Comisión Europea acordó reforzar su posición, abogando por un uso mucho mayor de las pruebas rápidas, señalando que "si las investigaciones demuestran que las pruebas rápidas de antígenos pueden ser realizadas por la propia persona que se somete a la prueba.... también podría considerarse el autodiagnóstico con o sin orientación profesional."

## Estudios iniciales
Uno de los estudios definitivos para las pruebas rápidas fue realizado por Public Health England, la Universidad de Oxford y la Universidad de Mánchester y lanzado por el profesor Richard Body y el Dr. Lennard Lee. El estudio Falcon-C19 se puso en marcha en tres días, el 17 de septiembre. El primer paciente fue reclutado en el aparcamiento del estadio Etihad del Manchester City en un nuevo centro de investigación de pruebas de COVID-19. El estudio se amplió rápidamente para incluir 14 centros de investigación comunitarios en todo el Reino Unido. El estudio se cerró el 23 de octubre, habiendo completado 878 individuos. El estudio fue uno de los estudios de investigación sobre COVID-19 del Reino Unido que más rápido se reclutó. El estudio proporcionó pruebas definitivas de que los dispositivos de pruebas rápidas eran capaces de recoger resultados positivos con gran precisión. Un total de 4 pruebas rápidas, incluyendo Innova y Orientgene, fueron validadas en este estudio utilizando muestras de hisopos de individuos con enfermedad sintomática y asintomática.
Alrededor de la publicación del análisis provisional de este estudio del Reino Unido, los Estados Unidos confirmaron que se comprarían 100 millones de pruebas rápidas a Abbott y se enviarían a todo el país para iniciar estudios similares en los Estados Unidos que complementaran los estudios iniciados por la Universidad de Oxford.

## Estudios de valoración en todo el mundo
El 2 de noviembre, Eslovaquia se convirtió en el primer país del mundo en iniciar la realización de pruebas masivas en todo el país utilizando pruebas rápidas. Se realizaron cinco millones de pruebas rápidas por parte de 60.000 personas que utilizaron la prueba de antígeno SD Biosensor y realizaron frotis en la población. Esto llevó a la Comisión Europea a recomendar que las pruebas rápidas se utilizaran como parte del cribado de toda la población. Dos estudios de investigación publicados a principios de 2021, uno del profesor Martin Kahanec de la Universidad Centroeuropea y sus coautores y otro de Martin Pavelka de la London School of Hygiene & Tropical Medicine y su equipo, sugieren que los efectos de la oleada de otoño de pruebas rápidas de antígenos en masa en Eslovaquia ayudaron a suprimir la pandemia en el país, aunque según el primer estudio el efecto de las pruebas en masa sobre la pandemia fue temporal y empezó a disiparse después de unas dos semanas.
El Reino Unido continuó con su programa de desarrollo de pruebas rápidas utilizando la prueba rápida Innova, con mayor urgencia a medida que aumentaban los casos de COVID-19 en toda Europa. El 6 de noviembre, el Primer Ministro, Boris Johnson, inició el cribado en toda la ciudad de Liverpool como parte de la evaluación tecnológica acelerada. También se puso en marcha una nueva ampliación de las pruebas rápidas para muchos sectores en los que no se disponía de ellas anteriormente. Entre ellos se encontraban los estudiantes de las universidades que se habían visto especialmente afectados por los brotes. En un principio, esto comenzó en la Universidad de Durham, que contaba con la infraestructura y la experiencia para gestionar el programa de pruebas rápidas, pero se amplió a la mayoría de las universidades del Reino Unido y permitió el plan nacional de evacuación para que los estudiantes regresaran a casa de forma segura en Navidad. Las pruebas rápidas también se implementaron dentro del Servicio Nacional de Salud para el personal con el fin de reducir la posible transmisión a los pacientes, las autoridades locales y los hogares de cuidado para permitir las visitas a los residentes. El 18 de noviembre, Gales completó las primeras pruebas en todo el municipio de Merthyr Tydfil. En ese momento, también se realizaron pruebas en colegios de EE. UU. para estudiantes con síntomas y en residencias y colegios portugueses.
El Departamento de Emergencias de la Organización Mundial de la Salud (OMS) puso en marcha el 10 de noviembre un importante proyecto de implantación de pruebas de diagnóstico rápido, con la ayuda de un acuerdo de la Fundación Bill y Melinda Gates que limitó los costes para los países de ingresos bajos y medios.
Austria comenzó a realizar pruebas masivas en todo el país el 5 de diciembre y encargó siete millones de pruebas consistentes en el test SD Biosensor y el Siemens Clinitest (también conocido como Orientgene).
A mediados de diciembre, había muchos estudios que confirmaban la eficacia y el éxito del uso de las pruebas rápidas para identificar a las personas con COVID-19, incluidos estudios en los Países Bajos, el Reino Unido y los Estados Unidos. Todos estos estudios permitieron que las pruebas rápidas entraran en las estrategias nacionales estándar de pruebas de COVID-19. El pilotaje global de las pruebas rápidas era ya habitual en las escuelas de Canadá, en los centros de viajes de Indonesia y en toda la India.

## Preocupación por el uso
Muchas personas han expresado su preocupación por el hecho de que la precisión de las pruebas rápidas no era tan buena como la forma existente de la PCR para la prueba de COVID-19. Los datos publicados en el Reino Unido en el cribado de la ciudad de Liverpool ilustraron que los operadores del ejército de la prueba obtuvieron el rendimiento de la prueba de los científicos de laboratorio capacitados, tras otros pilotos en la India. Esto provocó pequeños problemas dentro de la comunidad científico-psicológica, donde se debatió si las pruebas rápidas podrían conducir a una falsa tranquilidad y a un cambio de comportamiento. Sin embargo, a raíz de una publicación de Estados Unidos se confirmó un cambio de opinión sobre el uso de las pruebas rápidas. El profesor Michael Mina teorizó que las pruebas rápidas seguirían siendo útiles, ya que identificaban a los individuos infecciosos, y se observaron beneficios potenciales al repetir la prueba rápida y obtener un resultado mucho más rápido que otras formas de prueba. La doctora Susan Hopkins, jefa de medicina clínica del Reino Unido, también señaló que las pruebas rápidas proporcionaban un medio para encontrar "personas que... no podríamos encontrar de otro modo".
Al observar la capacidad de identificar los casos con mayor rapidez, y teniendo en cuenta la consiguiente escalada de casos en Europa, la Comisión Europea se reunió el 11 de diciembre y elaboró un marco común europeo para "el uso, la validación y el reconocimiento mutuo de las pruebas rápidas", comprometiendo 100 millones de euros para la compra de pruebas de Roche y Abbott. Stella Kyriakides, comisaria de Salud y Seguridad Alimentaria, declaró: "Las pruebas rápidas de antígenos nos ofrecen rapidez, fiabilidad y respuestas rápidas para aislar los casos de COVID. Esto es crucial para frenar la propagación de la pandemia".
Otras personas han expresado su preocupación por la lentitud en la adopción y el despliegue de las pruebas rápidas y la posible pérdida de vidas que podría haberse producido como consecuencia de ello. Un grupo académico de Canadá señaló que la mitad de las muertes que se produjeron en las residencias de ancianos en la primera parte de la pandemia podrían haberse evitado con las pruebas rápidas.

## Aprobación reglamentaria mundial para el uso de las pruebas de COVID-19
Tras el éxito de numerosos estudios realizados en todo el mundo para analizar las pruebas rápidas a partir de agosto de 2020, los organismos reguladores de todo el mundo aprobaron las pruebas rápidas como parte de una estrategia para utilizarlas como "un nuevo enfoque para combatir la pandemia". El 16 de diciembre, la FDA se convirtió en la primera autoridad en aprobar la prueba rápida de Abbott. Posteriormente se aprobaron las pruebas caseras de Ellume COVID-19.
Las pruebas rápidas también fueron aprobadas por el Ministerio de Sanidad de Canadá, cuyo asesor, el profesor David Juncter, señaló que "las mejores pruebas rápidas son muy precisas para detectar a las personas contagiosas" y el especialista en enfermedades infecciosas Jean Longtin señaló que "nos permitirá movernos más rápido que el virus y encontrar los contactos de la persona en una o dos horas, en lugar de esperar 24 horas".
El 23 de diciembre, la MHRA del Reino Unido confirmó su aprobación de la prueba rápida Innova para las pruebas de autocontrol. Tras el claro éxito mundial de este desarrollo de pruebas rápidas, Sir John Bell, profesor regio de medicina de la Universidad de Oxford, afirmó que "las pruebas rápidas eran un elemento central de la buena defensa contra el coronavirus porque eran rápidas, baratas y estaban disponibles para su uso repetido".

## Las pruebas rápidas como una "vuelta a la normalidad"
España fue el primer país en utilizar las pruebas rápidas para facilitar la vuelta a la normalidad, con pruebas rápidas ampliamente disponibles en las farmacias, y un concierto de música gratuito celebrado en Barcelona para las personas que se hicieran una prueba rápida. En Albania se adoptó un enfoque similar para permitir la celebración de festivales de música. Sin embargo, muchos expertos se mostraron inseguros de este enfoque, ya que consideran que "las pruebas rápidas no son la solución para volver a la vida normal", pero que podrían utilizarse en combinación con otras medidas vitales de control de la infección, como el uso de EPI adecuados, el lavado de manos regular y el distanciamiento social, para permitir a las personas tener ese tiempo vital con sus seres queridos, al tiempo que se les ayuda a mantenerse más seguros.

## Nuevas cepas de COVID-19
El 22 de diciembre de 2020, se identificó una nueva cepa más infecciosa de SARS-CoV-2 en el Reino Unido, VOC-202012/01. La cepa se extendió rápidamente por todo el mundo. Con el uso generalizado en todo el mundo de esta forma de prueba COVID-19, existía la preocupación de que esta variante dejara obsoletas las pruebas rápidas. Como parte de la evaluación tecnológica acelerada del flujo lateral en el Reino Unido, en 24 horas, los laboratorios de Salud Pública de Inglaterra pudieron confirmar que las pruebas rápidas en desarrollo a nivel mundial no se veían afectadas y que podían identificar la nueva variante. Esto se debió a que la prueba rápida generalmente se dirige a la proteína de la nucleocápside y no a la proteína de la espiga. Sin embargo, recientemente se han identificado algunas cepas que sí afectan a la sensibilidad de algunas pruebas rápidas hasta 1000 veces. Afortunadamente, la frecuencia de estas mutaciones de la nucleocápside (concretamente la D399N) sigue siendo relativamente baja a nivel mundial, con un ~0,02%.

## Usos humanitarios de las pruebas rápidas
Además del uso rutinario en la comunidad, las pruebas rápidas también se han utilizado como parte de los esfuerzos humanitarios durante la pandemia. Tras las inundaciones de Yakarta, en Indonesia, el 2 de diciembre, las pruebas rápidas se pusieron a disposición en los refugios contra las inundaciones. Además, tras el cierre de las fronteras nacionales en Europa a raíz de la emergencia de la nueva cepa del Reino Unido justo antes de las Navidades, casi 6.000 camioneros se quedaron sin comida, lo que supuso la interrupción de las entregas navideñas de alimentos. Los bomberos franceses desplegaron pruebas rápidas en 24 horas en el Canal de la Mancha. Las pruebas rápidas permitieron que los camiones salieran a la carretera y completaran sus entregas y volvieran con sus familias para Navidad, lo que demuestra la utilidad potencial a nivel mundial de contar con una prueba COVID-19 de fácil aplicación. Médicos Sin Fronteras respaldó firmemente el uso de las pruebas rápidas en los países de ingresos bajos y medios, señalando que "las pruebas del antígeno COVID-19 pueden ofrecer resultados rápidos y procesables, garantizando la identificación oportuna de las personas infectadas por el virus a nivel comunitario".

## Estados Unidos y las pruebas rápidas
Tras haber invertido inicialmente de forma considerable en el desarrollo de la tecnología de pruebas rápidas junto con el Reino Unido, la evaluación adicional de las pruebas rápidas como parte de los enfoques de pruebas masivas en los Estados Unidos se estancó como resultado del estancamiento en torno a los 900.000 millones de dólares de ayuda de COVID-19 contenidos en la Ley de Asignaciones Consolidadas de 2020, 2021. El proyecto de ley fue criticado por no haber delimitado específicamente la inversión en pruebas rápidas como una forma rentable y eficaz de realizar pruebas en toda la población. Científicos estadounidenses, como el profesor Michael Mina, de la Universidad de Harvard, señalaron que las pruebas eran un "complemento muy poderoso de todo lo que la gente ya está haciendo" y que "las pruebas caseras para el COVID-19 podrían reducir drásticamente la tasa de infección". Esta opinión fue reforzada por el profesor William A. Haseltine, también de Harvard, en un artículo publicado en la revista Forbes en el que proponía que "las pruebas rápidas y autoadministradas podrían frenar la creciente marea de enfermedades y muertes", y en un artículo de la profesora Annie Sparrow, del Monte Sinaí de Nueva York, en el que proponía que "las pruebas masivas y baratas son vitales para la victoria en la pandemia", en vista de "la emergencia de la cepa B117, altamente contagiosa y de rápida propagación, en el Reino Unido, y de una cepa similar procedente de Sudáfrica". No obstante, en enero de 2021 se pusieron a disposición del público las pruebas rápidas caseras para detectar el COVID-19, tras la aprobación anterior de la FDA. Estas pruebas fueron reembolsadas por el seguro de salud de los Estados Unidos para las personas con síntomas de covid-19, o aquellos que han tenido contacto cercano con una persona infectada o con alguien que muestra síntomas. Un artículo del Washington Post proponía que el máximo beneficio de las pruebas rápidas en EE. UU. podría no alcanzarse hasta que "el gobierno federal cubriera las pruebas para las personas asintomáticas, porque la transmisión por parte de esas personas es una parte muy importante del brote", ya que las pruebas para estas personas no estaban cubiertas por el seguro médico. Tras la elección de un nuevo presidente en enero de 2021, EE. UU. comenzó a reiniciar la inversión en el desarrollo de tecnología de pruebas rápidas con la publicación de órdenes ejecutivas presidenciales.

## Valor del mercado mundial
Tras el uso generalizado de las pruebas rápidas en todo el mundo, las pruebas rápidas tienen un valor de mercado de 15.000 millones de dólares, sin embargo, se espera que el mercado cese a partir de 2024 debido a la vacunación de la población mundial a finales de 2023. En los Estados Unidos, el mercado de las pruebas rápidas fue de 3.900 millones de dólares, con una tasa de crecimiento superior al 20% en hospitales, clínicas y Asia-Pacífico, pero también como pruebas para usuarios finales. Los analistas del mercado internacional han pronosticado que los fabricantes de pruebas rápidas se enfrentarán a un aumento continuo de la demanda a medida que más personas y países comiencen a utilizar las pruebas rápidas para identificar a las personas con síntomas más leves. Varios comentaristas y científicos de EE. UU. han planteado su preocupación por si la red mundial de fabricación es capaz de satisfacer la demanda global y fabricar los cientos de millones de pruebas que se necesitarían para las pruebas rápidas frecuentes.